# Francesco I Gonzaga-Novellara
Francesco I Gonzaga Novellara (1420 circa – 8 febbraio 1484) è stato un nobile e militare italiano, consignore di Novellara dal 1441 fino alla sua morte.

## Biografia
Figlio di Giacomo Gonzaga, dopo la morte del padre amministrò assieme ai fratelli Giorgio e Giampietro la Signoria di Novellara. Nel 1449 i tre fratelli stipularono un accordo con i reggiani per il Canale di Novellara. Nel 1452 i signori di Correggio, per vendicarsi del saccheggio di Brescello loro feudo e desiderosi di ampliare i territori della Signoria di Correggio, attaccarono il territorio dei Gonzaga. Novellara fu posta d'assedio e dopo due mesi fu conquistata e saccheggiata; medesima sorte toccò poi alla vicina Bagnolo. Tuttavia la firma del trattato di Lodi del 1454 restituì a Francesco Gonzaga le proprie terre. Nel 1456 morì senza eredi Guido, figlio di Feltrino II, signore di Bagnolo, territorio che tornò così ad unirsi a Novellara. Dopo la guerra con i correggeschi, Francesco e Giorgio (Giampietro era morto nel 1455 senza eredi) intrapresero grandi lavori di restauro alla rocca di Novellara, uscita seriamente danneggiata dal conflitto. Furono inoltre bonificate e rese coltivabili le terre note Terreni Novi, oggi conosciute come San Bernardino di Novellara.
Durante il suo regno ospitò alcune volte San Bernardino da Siena e Bernardino da Feltre.
Nel 1468 sposò Costanza Strozzi, nipote di Tito Vespasiano e cugina di Matteo Maria Boiardo.

## Discendenza
Francesco e Costanza Strozzi ebbero figli:
- Giampietro (1469 - 1515) signore di Novellara;
- Lucrezia, sposò Niccolò Gambara:
- Ippolita, sposò Giulio Gabrielli di Gubbio, conte di Montevecchio;
- Alessandra;
- Luigia, sposò Giovanni Maria Scotti, conte di Vigoleno, dando vita alla famiglia Scotti-Gonzaga;[1]
- Agostino;
- Galeazzo.

Ebbe anche un figlio naturale, Carlo (?-1484) nato a Napoli, capostipite del ramo secondario dei "Gonzaga di Calabria Citra".

## Ascendenza
|                     |               |                         | Genitori              |  |  | Nonni |  |  | Bisnonni         |  |  | Trisnonni       |  |
|                     |               |                         |                       |  |  |       |  |  | Feltrino Gonzaga |  |  | Luigi I Gonzaga |  |
|                     |               |                         |                       |  |  |       |  |  | Feltrino Gonzaga |  |  | Luigi I Gonzaga |  |
|                     |               | Richilda Ramberti       |                       |  |  |       |  |  | Feltrino Gonzaga |  |  |                 |  |
| Guido II Gonzaga    |               |                         |                       |  |  |       |  |  | Feltrino Gonzaga |  |  |                 |  |
|                     |               | Antonia da Correggio    | Guido IV da Correggio |  |  |       |  |  |                  |  |  |                 |  |
|                     |               | Antonia da Correggio    | Guido IV da Correggio |  |  |       |  |  |                  |  |  |                 |  |
|                     |               | Antonia da Correggio    | Guidaccia della Palù  |  |  |       |  |  |                  |  |  |                 |  |
| Giacomo Gonzaga     |               | Antonia da Correggio    |                       |  |  |       |  |  |                  |  |  |                 |  |
|                     |               | Malatesta III Malatesta | Pandolfo I Malatesta  |  |  |       |  |  |                  |  |  |                 |  |
|                     |               | Malatesta III Malatesta | Pandolfo I Malatesta  |  |  |       |  |  |                  |  |  |                 |  |
|                     |               | Malatesta III Malatesta | Taddea da Rimini      |  |  |       |  |  |                  |  |  |                 |  |
| Ginevra Malatesta   |               | Malatesta III Malatesta |                       |  |  |       |  |  |                  |  |  |                 |  |
|                     |               | Costanza Ondedei        | …                     |  |  |       |  |  |                  |  |  |                 |  |
|                     |               | Costanza Ondedei        | …                     |  |  |       |  |  |                  |  |  |                 |  |
|                     |               | Costanza Ondedei        | …                     |  |  |       |  |  |                  |  |  |                 |  |
| Francesco I Gonzaga |               | Costanza Ondedei        |                       |  |  |       |  |  |                  |  |  |                 |  |
|                     | Giberto I Pio | Galasso I Pio           |                       |  |  |       |  |  |                  |  |  |                 |  |
|                     | Giberto I Pio | Galasso I Pio           |                       |  |  |       |  |  |                  |  |  |                 |  |
|                     | Giberto I Pio | Beatrice da Correggio   |                       |  |  |       |  |  |                  |  |  |                 |  |
| Marco I Pio         | Giberto I Pio |                         |                       |  |  |       |  |  |                  |  |  |                 |  |
|                     |               | Bianca Casati           | …                     |  |  |       |  |  |                  |  |  |                 |  |
|                     |               | Bianca Casati           | …                     |  |  |       |  |  |                  |  |  |                 |  |
|                     |               | Bianca Casati           | …                     |  |  |       |  |  |                  |  |  |                 |  |
| Ippolita Pio        |               | Bianca Casati           |                       |  |  |       |  |  |                  |  |  |                 |  |
|                     |               | …                       | …                     |  |  |       |  |  |                  |  |  |                 |  |
|                     |               | …                       | …                     |  |  |       |  |  |                  |  |  |                 |  |
|                     |               | …                       | …                     |  |  |       |  |  |                  |  |  |                 |  |
| Taddea Roberti      |               | …                       |                       |  |  |       |  |  |                  |  |  |                 |  |
|                     |               | …                       | …                     |  |  |       |  |  |                  |  |  |                 |  |
|                     |               | …                       | …                     |  |  |       |  |  |                  |  |  |                 |  |
|                     |               | …                       | …                     |  |  |       |  |  |                  |  |  |                 |  |
|                     |               | …                       |                       |  |  |       |  |  |                  |  |  |                 |  |